# باول بيتر إيفال
باول بيتر إيفال (بالألمانية: Paul Peter Ewald)‏ هو عالم بلورات ‏ وفيزيائي ألماني، ولد في 23 يناير 1888 في برلين في ألمانيا، وتوفي في 22 أغسطس 1985 في نيويورك في الولايات المتحدة.

## وصلات خارجية
- بول بيتر إيفال على موقع الموسوعة البريطانية (الإنجليزية)
- بول بيتر إيفال على موقع إن إن دي بي (الإنجليزية)